# Marija Barbarić-Fanuko
Marija Barbarić-Fanuko (Resnik Požeški, 30. srpnja 1936. – Vrbovec, 18. veljače 2025.) bila je hrvatska pjesnikinja.
Stilski joj se dio motiva naslanja na hrvatsku pjesničku tradiciju kojoj je pečat dao Dobriša Cesarić. Ciklus pjesama Ogrlica od kiše posvećen je prerano i nesretno preminuloj kćerci.
Sudionica je večeri hrvatske ljubavne poezije Vrazova Ljubica 2003., 2005., 2006. i 2007. godine.

## Djela
Objavila je ova djela:
- Ogrlica od kiše, zbirka pjesama, 2003.
- O ruži
- Kako nastaju zvijezde
- Mali sni
- Ogrlica od kiše, izabrane pjesme (iz prijašnjih četiriju ciklusa), 2011.

## Nagrade i priznanja
2007. je godine dobila nagradu Dubravko Horvatić za poeziju objavljenu u časopisu za kulturu Hrvatskom slovu za 2006. godinu.
Zastupljena je u nekoliko antologija. To su:
- antologijska čitanka hrvatskoga dječjeg pjesništva Sunčeva livada, u izboru Jože Skoka, 1990.
- antologija hrvatskog dječjeg pjeništva Lijet Ikara, prireditelja Jože Skoka, 1990.
- zbornik Samo tebe volim, oj Kroacijo = hrvatski umjetnici, svjedoci Domovinskog rata 1991./1992. (ur. Maja Šovagović), 1992.
- Vatrene ptice: odabrane priče iz Makove škrinje : Mali koncil - MAK 1966. – 2009., prirediteljice Sonje Tomić
- antologija hrvatske dječje poezije, prireditelja Ive Zalara (ilustrirao Ivica Antolčić), 1994.
- antologija hrvatske ljubavne poezije Odjeci đulabija urednika Ludwiga Bauera i Lidije Dujić, 2009.